# Enchanting
Channing Nicole Larry (Hanau, 9 de octubre de 1997 – Dallas; 11 de junio de 2024), conocida como Enchanting, fue una rapera estadounidense de Fort Worth, Texas. Fue fichada por el sello discográfico de Gucci Mane, 1017 Records, y obtuvo reconocimiento inicial por su sencillo de 2022, "Track & Field", junto con su compañera rapera Kaliii, que obtuvo más de seis millones de visitas en YouTube en el momento de su muerte. Colaboró frecuentemente con Gucci Mane, junto a Big Scarr, Coi Leray y Foogiano.

## Primeros años
Channing Nicole Larry nació en Hanau, Alemania, de padres estadounidenses, y pasó sus primeros años en Fort Worth, Texas, y Atlanta, Georgia.

## Carrera
Larry comenzó su carrera musical al final de la adolescencia, actuando en un coro de la iglesia y siendo animadora en el instituto. Tras graduarse, trabajó como peluquera y técnica de uñas antes de dedicarse a la hip-hop y publicar música en Internet. El 11 de marzo de 2019, Enchanting apareció en el sencillo "Monday" de Boogotti Kasino, que sirvió como su sencillo debut. La canción le valió el reconocimiento, lo que la llevó a firmar un contrato discográfico con 1017 Records de Gucci Mane en 2020, y posteriormente lanzó varios sencillos y proyectos, entre ellos "No Luv" (2020) y Luv Scarred (2023). El 24 de febrero de 2023, realizó el sencillo "Tell Me Why" junto con Layton Greene, y apareció en la canción de Raedio "He Can't Reach" junto a Maiya the Don en octubre.

## Muerte
El 10 de junio de 2024, Larry fue trasladada de urgencia a una unidad de cuidados intensivos y se informó de que se encontraba en estado crítico tras sufrir un ataque al corazón, posiblemente causado por una sobredosis de drogas. Después de que circularan por las redes sociales noticias falsas sobre su muerte, su hermana, Kayy Jayy, aclaró en un post público que su hermana estaba viva, diciendo: "Por favor, ignoren las noticias falsas. Mi hermana está bien". Sin embargo, a las 2:26 de la madrugada del 11 de junio, Larry fue declarada muerta en el Baylor University Medical Center de Dallas, Texas, tras serle retirado el soporte vital por complicaciones derivadas de una supuesta sobredosis. Tenía 26 años. Su equipo directivo confirmó su fallecimiento y poco después se sucedieron los homenajes de artistas y fanáticos.

## Discografía

### Álbumes de estudio
| Títulos                     | Detalles | Máximas posiciones en las listas |
| Títulos                     | Detalles | US                               |
| --------------------------- | --- | -------------------------------- |
| No Luv                      | - Fecha de realización: 18 de noviembre de 2022 - Discografía: 1017 Global Music, LLC, Atlantic Records - Formato: Descarga digital, streaming | —                                |
| Luv Scarred/No Luv (Deluxe) | - Fecha de realización: 10 de febrero de 2023 - Discografía: 1017 Global Music, LLC, Atlantic Records - Formato: Descarga digital, streaming   | —                                |